# Classic Bruges-De Panne femenina
La cursa ciclista Classic Bruges-De Panne femenina (oficialment i per motius de patrocini: Exterioo Classic Brugge-De Panne en neerlandès) és una prova ciclista femenina d'un dia que té lloc entre les ciutats de Bruges i De Panne, a la costa del Mar del Nord a la província de Flandes Occidental a Bèlgica.
És la versió femenina de la carrera del mateix nom i la seva primera edició es va córrer al 2018 com a part de l'UCI Women's World Tour amb victòria de la ciclista belga Jolien D'Hoore.

## Palmarès
| Any  | Vencedor        | Segon          | Tercer            |
| ---- | --------------- | -------------- | ----------------- |
| 2018 | Jolien D'Hoore  | Chloe Hosking  | Christine Majerus |
| 2019 | Kirsten Wild    | Lorena Wiebes  | Lotte Kopecky     |
| 2020 | Lorena Wiebes   | Lisa Brennauer | Lotte Kopecky     |
| 2021 | Grace Brown     | Emma Norsgaard | Jolien D'Hoore    |
| 2022 | Elisa Balsamo   | Lorena Wiebes  | Marta Bastianelli |
| 2023 | Pfeiffer Georgi | Elisa Balsamo  | Lorena Wiebes     |
| 2024 | Elisa Balsamo   | Charlotte Kool | Daria Pikulik     |
| 2025 |                 |                |                   |